# Ramón del Hoyo López
Ramón del Hoyo López (ur. 4 września 1940 w Arlanzón) – hiszpański duchowny katolicki, biskup Jaén w latach 2005-2016.

## Życiorys

### Prezbiterat
Święcenia kapłańskie otrzymał 5 września 1965 i został inkardynowany do archidiecezji Burgos. Po kilku latach pracy w jednej ze szkół średnich został mianowany notariuszem w sądzie kościelnym. W kolejnych latach otrzymywał w tymże trybunale funkcje promotora sprawiedliwości oraz wikariusza sądowego. W latach 1993-1996 wikariusz generalny archidiecezji.

### Episkopat
26 czerwca 1996 papież Jan Paweł II mianował go biskupem ordynariuszem diecezji Cuenca. Sakry biskupiej udzielił mu ówczesny nuncjusz w Hiszpanii - abp Lajos Kada.
19 maja 2005 został przeniesiony do diecezji Jaén, zaś 2 lipca 2005 kanonicznie objął rządy.
9 kwietnia 2016 przeszedł na emeryturę.